# Vovciîți, Zaricine
Vovciîți (în ucraineană Вовчиці) este un sat în comuna Dibrivsk din raionul Zaricine, regiunea Rivne, Ucraina.

## Demografie
Componența lingvistică a localității Vovciîți
     Ucraineană (99,85%)
     Alte limbi (0,15%)
Conform recensământului din 2001, majoritatea populației localității Vovciîți era vorbitoare de ucraineană (99,85%), existând în minoritate și vorbitori de alte limbi.